# Friedersdorf (Sonnewalde)
Friedersdorf (niedersorbisch Bedrichojce) ist eine ehemals selbstständige Gemeinde, welche heute Teil der Stadt Sonnewalde im südbrandenburgischen Landkreis Elbe-Elster ist. Der Ort befindet sich etwa sechs Kilometer westlich des Stadtzentrums an der Landesstraße 703.

## Geschichte

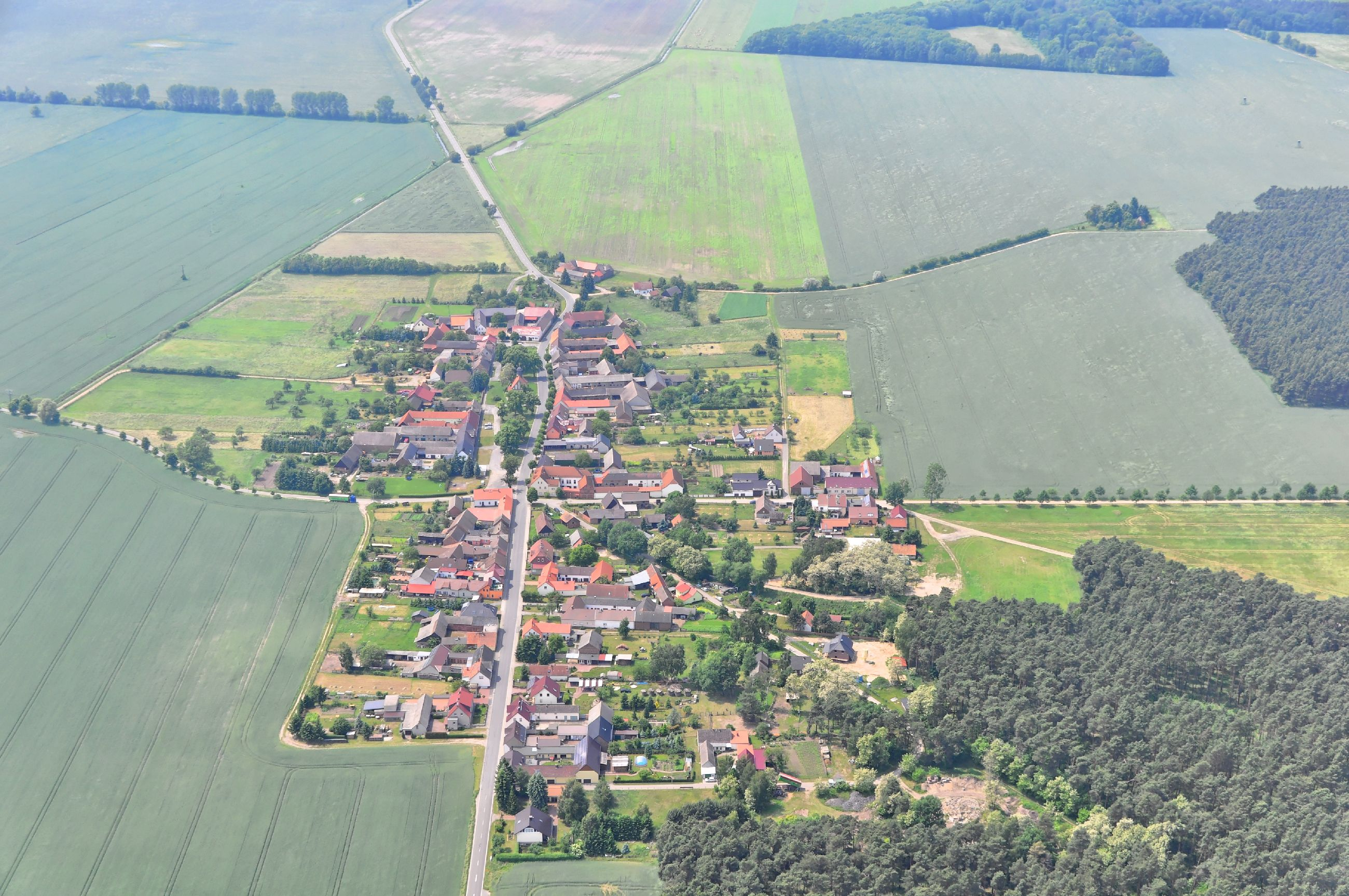
Friedersdorf

Eine erste urkundliche Erwähnung findet das Dorf im Jahre 1414 als Fredersdorf.
Aus dem Jahre 1739 ist ein Aufstand der Dorfbewohner gegen die Grafen zu Solms bekannt, bei welchem sie sich gegen die Erhöhung der Frondienste wehrten. Des Weiteren gab es im 18. Jahrhundert in Friedersdorf eine Glashütte. Einem verheerenden Großbrand fiel im Jahre 1872 das halbe Dorf zum Opfer.
Am 1. Mai 2002 kam es zum Zusammenschluss von Friedersdorf, Bahren, Brenitz, Goßmar, Großkrausnik, Kleinkrausnik, Pahlsdorf, Sonnewalde und Zeckerin zur Stadt Sonnewalde.
| 1875 | 311 |  | 1933 | 301 |  | 1964 | 287 |  | 1995 | 215 |
| 1890 | 349 |  | 1939 | 280 |  | 1971 | 256 |  | 2000 | 194 |
| 1910 | 338 |  | 1946 | 380 |  | 1985 | 207 |  | 2012 | 185 |
| 1925 | 345 |  | 1950 | 397 |  | 1990 | 213 |  |      |     |

## Kultur und Sehenswürdigkeiten

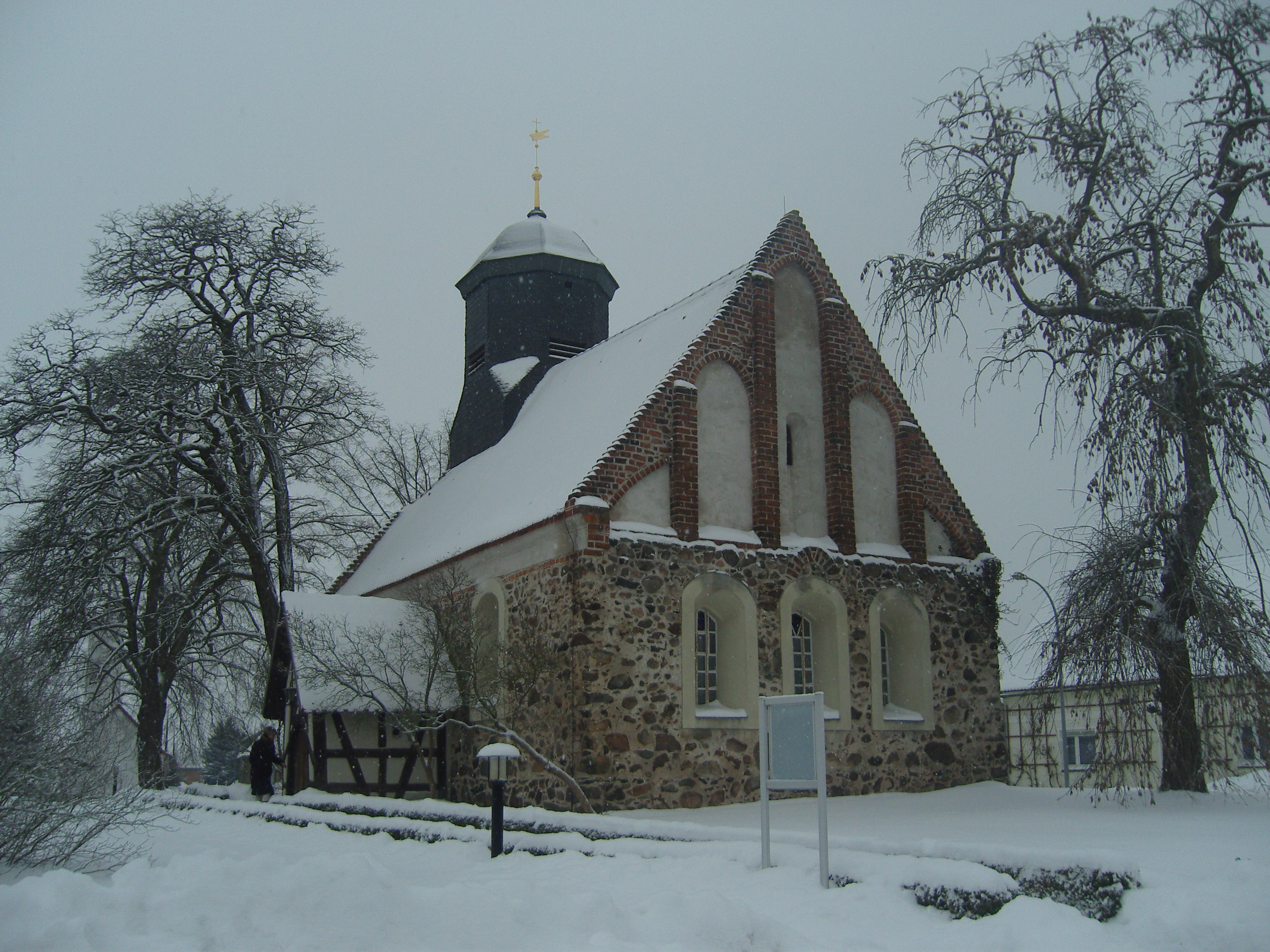
Backsteingiebel im Osten der Dorfkirche

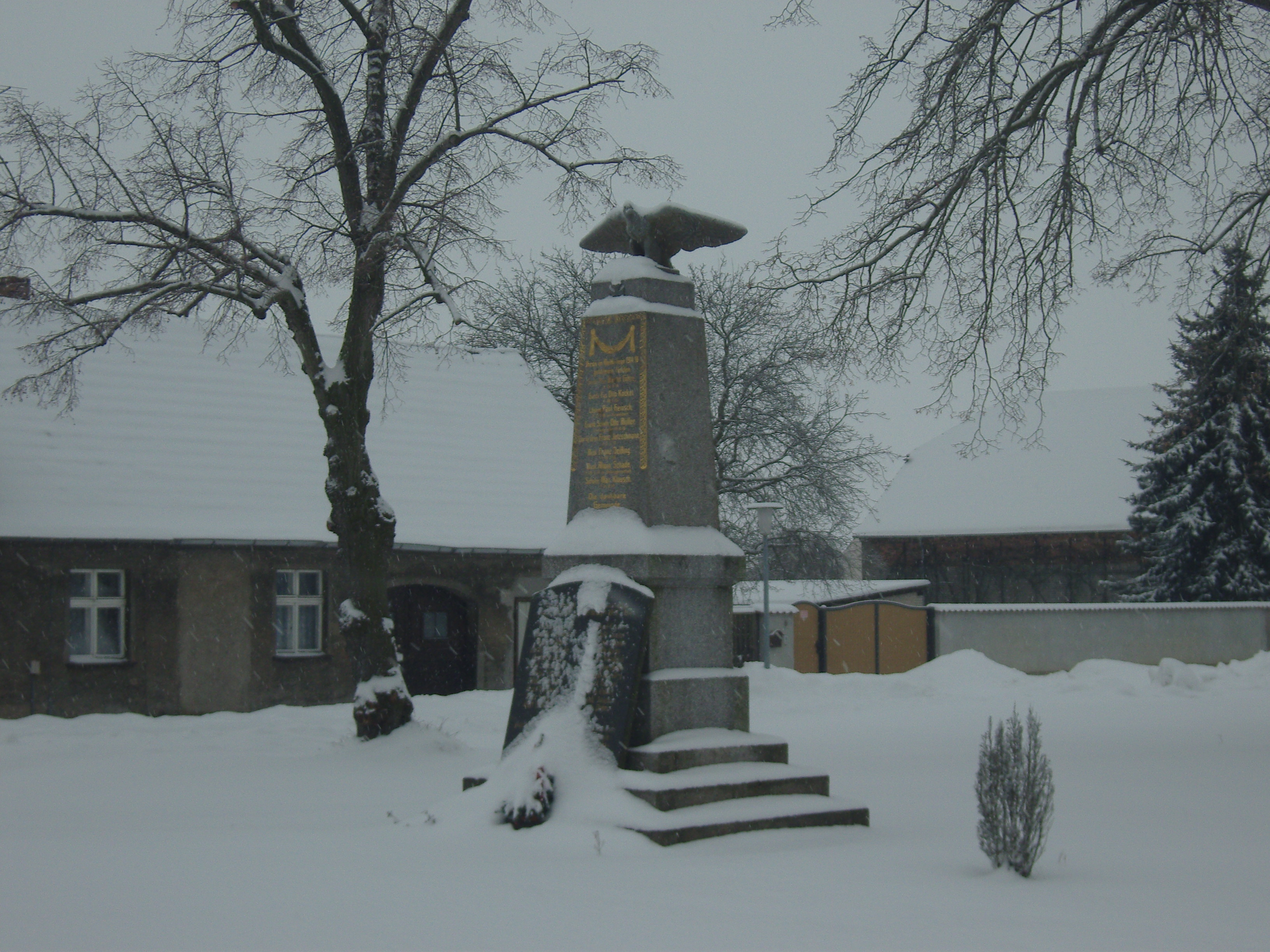
Kriegerdenkmal

Die aus dem 15. Jahrhundert stammende Friedersdorfer Kirche war einst eine Schönewalder Tochterkirche. Sie erfuhr im Laufe ihrer Geschichte mehrere Umbauarbeiten, bei denen sie im 16. Jahrhundert im Osten durch einen Backsteingiebel und im 18. Jahrhundert den Fachwerkbau der Vorhalle erhielt. Der einst massive Turm im Westen der Kirche wurde abgetragen und durch den heute vorhandenen achteckigen Dachturm aus Holz ersetzt. Sie ist in der Gegenwart das einzige Bauwerk des Ortes, welches sich in der Denkmalliste des Landes Brandenburg befindet.
Eine weitere Sehenswürdigkeit des Ortes ist das Steinkreuz, das sich in der Gegenwart an der Ecke des alten Schulgartens befindet. Ursprünglich soll sich dessen Standort an der alten Gemeindesandgrube von Brenitz befunden haben. Des Weiteren ist im Dorf ein Kriegerdenkmal in Form einer Stele zu finden, welches den gefallenen Dorfbewohnern des Ersten und Zweiten Weltkrieges sowie des Deutsch-Französischen Krieges (1870/71) gedenkt.
Nordöstlich der Ortslage erstreckt sich das bereits 1968 unter Schutz gestellte 959 Hektar umfassende Landschaftsschutzgebiet Sonnewalde und Lugkteich.
Ortsansässige Vereine sind unter anderem der 1994 gegründete Friedersdorfer Kulturverein sowie die 1912 gegründete Freiwillige Feuerwehr des Ortes.
Die größte Veranstaltung des Ortsteils ist das alljährlich im Mai stattfindende Friedersdorfer Blasmusikfest.